# Leucocoryne foetida
Leucocoryne foetida är en amaryllisväxtart som beskrevs av Rodolfo Amando Philippi. Leucocoryne foetida ingår i släktet Leucocoryne och familjen amaryllisväxter. Inga underarter finns listade i Catalogue of Life.